# Johannes de Vliegher
Johannes de Vliegher (ur. 30 lipca 1918 r. w Roosendaalu, zm. 20 lutego 1944 r. w rejonie Eggstedt) – holenderski pilot wojskowy, ochotnik SS Infanterie Ersatz Batallion Westland, a następnie niemieckiej Luftwaffe podczas II wojny światowej.
Od października 1939 r. służył w holenderskiej armii, w jednostce wojskowej stacjonującej na lotnisku we Vlissingen. Miesiąc później został skierowany na przeszkolenie do szkoły lotniczej w Haamstede. W styczniu 1940 r. rozbił się podczas lotu szkolnego na samolocie Koolhoven F.K.51 i został ranny. Z tego powodu nie wziął udziału w wojnie obronnej z Niemcami w maju tego roku. Krótko po ataku wojsk niemieckich na ZSRR 22 czerwca 1941 r., wstąpił ochotniczo do SS Infanterie Ersatz Batallion Westland. 15 października tego roku skierowano go na przeszkolenie lotnicze do 1./Flug-Anwärter-Batallion des Höheren-Flieger Ausbildung-Kommando 10 w Neisse-Stefandorf. Następnie trafił do 4./EJG West w Neudorfie, a stamtąd do jednostki lotniczej JG 50. 7 grudnia 1943 r. przeszedł do JG 11, stacjonującej w północnych Niemczech, która zwalczała alianckie bombowce. Latał na myśliwcach Bf 109 G. 20 lutego 1944 r., podczas masowego nalotu nad Rzeszę amerykańskich bombowców, jego samolot został trafiony przez strzelca pokładowego z bombowca B-17. Rozbił się w rejonie Eggstedt.